# Barleria holubii
Barleria holubii är en akantusväxtart. Barleria holubii ingår i släktet Barleria och familjen akantusväxter.

## Underarter
Arten delas in i följande underarter:
- B. h. holubii
- B. h. ugandensis